# 메르쿠리우스
메르쿠리우스(라틴어: Mercurius 듣기 (도움말·정보), 영어: Mercury)는 로마 종교 및 신화에서 주요 신격이며, 고대 로마 판테온 내 디 콘센테스 또는 12지신 중 한 명이다. 경제적 이득, 상업, 웅변, 전언, 소통 (점복 포함), 여행자, 경계, 행운, 사기, 도둑 등을 관장하는 신으로, 영혼을 지하세계로 안내하는 역할과 '신들의 전언'을 전달하는 역할도 맡기도 하였다.
로마 신화에서, 메르쿠리우스는 티탄 아틀라스의 일곱 딸 중 한 명인 마이아와 유피테르 사이에서 아들로 태어났다. 초기 형태에서, 그는 에트루리아의 신 투름스와 관련성을 띤 것처럼 보이며 두 신은 그리스의 신 헤르메스와 성격을 같이하고 있다. 메르쿠리우스는 왼손에 카두케오스를 들고 있는 모습으로 자주 묘사된다. 그리스의 동격 신 헤르메스와의 유사했던 그는 아폴로에게 마법 지팡이를 부여받는데, 이것이 이후 뱀이 얽혀 있는 지팡이인 카두케오스로 바뀌었다.

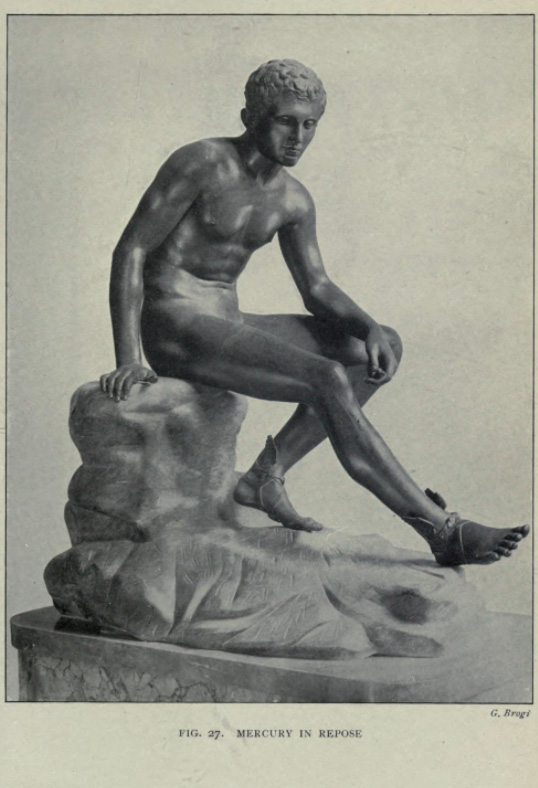
Seated Hermes, excavated at the Villa of the Papyri.

로마의 아벤티누스와 팔라티누스 두 언덕의 사이 키르쿠스 막시무스 경기장에 위치한 메르쿠리우스의 신전은 기원전 495년 지어졌다. 경기장인 동시에 상업의 중심지였으니 상업의 신을 숭배하는 신전의 자리로 알맞은 곳이었다. 평민들의 거점인 아벤티누스 언덕과 귀족들의 중심지인 팔라티누스 언덕 사이에 있는 것은 메르쿠리우스가 중재자의 역할을 담당하는 신이라는 것을 강조했다.
매년 5월 15일에는 메르쿠리우스를 기리는 축제인 메르쿠랄리아(Mercuralia)가 열렸다. 상인들은 로마 근교의 포르타 카페나(Porta Capena) 근처에 있는 메르쿠리우스의 신성한 우물의 물을 머리에 뿌리는 의식을 행하였다.
메르쿠리우스는 로마 제국이 정복한 여러 민족에게 큰 인기를 얻었다. 켈트 인들은 메르쿠리우스를 그들의 주신 루구스(Lugus)와 동일시하였고 게르만 인들은 오딘과 동일시하였다.
날개 달린 모자를 쓰고 날개 달린 신을 신은 모습으로 그려졌다. 메르쿠리우스의 다른 이름은 "날개 달린 발을 가진"이란 뜻의 알리페스 (Alipes)이다.
유럽의 많은 언어에서 그의 이름은 수성의 이름에 쓰이고 있다.